# Edosa balanosema
Edosa balanosema är en fjärilsart som beskrevs av Edward Meyrick 1893. Edosa balanosema ingår i släktet Edosa och familjen äkta malar. Inga underarter finns listade i Catalogue of Life.